# 羅克索貝爾 (北卡羅萊納州)
羅克索貝爾（英語：Roxobel）是一個位於美國北卡羅萊納州伯蒂縣的城鎮。

## 人口
根據2020年美國人口普查的數據，羅克索貝爾的面積為2.70平方千米，皆為陸地。當地共有人口179人，而人口密度為每平方千米66人。